# الحدب (وشحة)

تعديل مصدري - تعديل

الحدب هي إحدى قرى عزلة بني هني بمديرية وشحة التابعة لمحافظة حجة، بلغ تعداد سكانها 105 نسمة حسب تعداد اليمن لعام 2004.